# Sisyra apicalis
Sisyra apicalis is een insect uit de familie sponsvliegen (Sisyridae), die tot de orde netvleugeligen (Neuroptera) behoort. 
Sisyra apicalis is voor het eerst wetenschappelijk beschreven door Banks in 1908.